# Селігей Пилип Олександрович
Пили́п Олекса́ндрович Селіге́й (нар. 27 січня 1975, м. Київ) — український мовознавець, доктор філологічних наук (2017), провідний науковий співробітник Інституту мовознавства ім. О. О. Потебні НАН України. Автор праць з етимології, порівняльно-історичної лексикології, стилістики, соціолінгвістики, мовного прогнозування, термінознавства, лінгвістики впливу, історії українського мовознавства, історії української літератури.

## Біографія
Народився в Києві в сім'ї О. М. Селігея. У 1997 р. закінчив філологічний факультет Київського національного університету імені Тараса Шевченка, де відвідував лекції професора К. М. Тищенка. У 1997‒2000 рр. — аспірант Інституту мовознавства ім. О. О. Потебні (науковий керівник — академік НАН України Г. П. Півторак). У 2001 р. захистив кандидатську дисертацію «Внутрішня форма назв емоцій в українській мові». З 2000 р. працював у відділі загальнославістичної проблематики та східнослов'янських мов Інституту мовознавства ім. О. О. Потебні. У 2017 р. захистив докторську дисертацію «Український науковий текст: проблеми комунікативної повноцінності та стильової досконалості». З 2019 р. — провідний науковий співробітник, з 2020 р. — завідувач відділу слов'янських мов.

## Основні результати
- Уклав етимологічний словник запозичених суфіксів і суфіксоїдів української мови. У ньому простежено історію та шляхи запозичання суфіксів, указано їхній етимон з першозначенням, час першої писемної фіксації або словотвірну модель у мові-джерелі, наведено етимологічні паралелі з інших індоєвропейських мов та реконструйовану праформу. Це перший у світовій лексикографії спеціальний етимологічний словник суфіксів.
- Цілісно відтворив внутрішню форму та номінативні моделі українських назв емоцій. Виявив випадки спільних семантичних мотивацій у назвах емоцій в українській та ряді інших індоєвропейських мов. На цій підставі реконструював уявлення давньої людини про свій внутрішній світ, показав, як в українській мовній картині світу інтерпретується емоційна сфера. Запропонував нові вирішення деяких теоретичних проблем внутрішньої форми слова.
- Розробив теорію мовної свідомості як небайдужого ставлення до мови. Окреслив її структуру, що охоплює мовні знання, почуття, оцінки, мотиви й настанови мовної поведінки. Увиразнив її роль як важливого стратегічного чинника мовної стійкості та мовного порядку в державі. На основі ціннісного критерію створив типологію рівнів мовної свідомості. Висунув низку ідей щодо засад, методів, каналів і основного змісту мовного виховання.
- Дослідив лексичний пуризм як неминучий етап становлення літературних мов на народній основі. Зробив висновок, що пуризм виникає завжди, коли народ підноситься до розуміння своєї мови як самобутньої культурної цінності. Звідси — бажання довести її рівність з іншими мовами, задіяти її словотвірні можливості, закріпити в ужитку питому термінологію. Довів, що український пуризм був явищем не випадковим, а закономірним: українська мова зазнала тих самих процесів, що мали місце в інших європейських мовах.
- Розробив теоретичні засади мовного прогнозування. Запропонував сценарії розвитку світової мовосфери в близькій та віддаленій перспективі. Показав зумовленість майбутнього української мови такими чинниками, як її демографічна потужність, економічна потужність, комунікативна потужність, культурно-інформаційна цінність, цифрова оснащеність і суспільний престиж.
- Комплексно дослідив відповідність українських наукових текстів найважливішим стильовим нормам і комунікативним якостям. Показав, що стилістично довершений науковий текст забезпечує повноцінне засвоювання інформації, підтримує увагу читача, справляє на нього інтелектуальний вплив. Поставив також проблему псевдонаукового мовлення (наукового жаргону): виявив його основні ознаки та причини появи, довів його невідповідність духові науки й комунікативній сутності мови.
- Виявив умови, прийоми та засоби досягнення комунікативної досконалості тексту. Встановив, що автор має враховувати особливості процесу сприйняття, потреби й запити читачів, спонукаючи їх до співдумання та співпереживання. Сприйняття активізують добре вибудована композиція, діалогічність тексту, яскрава авторська індивідуальність, помірна експресивність та інші комунікативні якості мовлення.
- Виділив і описав основні етапи розвитку українського мовознавства у XX столітті. Простежив розвиток основних дослідницьких напрямів, схарактеризував головні здобутки та їхнє суспільне значення, оцінив внесок найвизначніших мовознавців кожного періоду. На підставі архівно-слідчих справ відтворив біографії низки безпідставно репресованих у 1930-х роках вітчизняних мовознавців.
- Уперше в українському літературознавстві застосував (разом із С. Цаликом) метод усної історії для досліджування біографій письменників, які мешкали в будинку Роліт (Київ). Поєднання усних спогадів і відомостей з архівних джерел дало змогу відтворити панораму літературного побуту 1930–1980-х років, запровадити в науковий обіг великий масив істотної для розуміння літературного процесу біографічної інформації.

## Бібліографія

### Монографії
- Інститут мовознавства ім. О. О. Потебні НАН України. 1930—2005: Матеріали до історії. — К.: Довіра, 2005 (автор розділу «Науковці мовознавчих установ Академії наук України. 1918—1943 рр.»).
- Історія української культури: У 5 т. — Т. 5: Українська культура XX — початку XXI століть. — Кн. 3: Культура та розвиток науки і технологій в Україні. — К.: Наук. думка, 2012 (автор розділу «Мовознавство»).
- Мовна свідомість: Структура, типологія, виховання. — К.: Вид. дім «Києво-Могилянська академія», 2012. — 120 с.
- Світло і тіні наукового стилю. — К.: Вид. дім «Києво-Могилянська академія», 2016. — 627 с.
- Комунікативна потужність і престиж української мови як параметри її життєстійкості // Соціальне у мові та мова в соціумі: Монографія на пошану доктора філологічних наук, професора Лариси Масенко. — К.: НаУКМА, 2023. — С. 48–82.
- Українська мова у 2222 році: Вступ до лінгвофутурології. — К.: Академперіодика, 2023. — 452 с.

### Словники
- Етимологічний словник запозичених суфіксів і суфіксоїдів в українській мові. — К.: Академперіодика, 2014. — 324 с.

### Науково-популярні книжки
- Таємниці письменницьких шухляд: Детективна історія української літератури. — К.: Наш час, 2010 (2-ге вид. ‒ 2011; співавтор).
- Таємниці письменницьких шухляд: Літературне повсякдення в країні здійсненої антиутопії. — К.: Ще одну сторінку, 2025.

### Вибрані статті
- Внутрішня форма назв емоцій в українській мові // Мовознавство. — 2001. — № 1. — С. 24–33.
- Як полонити читача з першого рядка // Стиль і текст. — Вип. 4. — 2003. — С. 150–189.
- Делікатна професія у дзеркалі мови // Мовознавство. — 2004. — № 2-3. — С. 34–47.
- Науковий стиль української мови: ресурси оновлення // Мовознавство. — 2006. — № 2-3. — С. 174–186.
- Питоме і чуже в термінології: гармонія чи конфлікт? // Вісник Національної академії наук України. — 2007. — № 9. — С. 20–28.
- Сучасне термінотворення: симптоми та синдроми // Мовознавство. — 2007. — № 3. — С. 48–61.
- Що нам робити із запозиченнями? // Українська мова. — 2007. — № 3. — С. 3–16; № 4. — С. 16–32.
- Пуризм у термінології: український досвід на європейському тлі // Мовознавство. — 2008. — № 1. — С. 49–66.
- Українське академічне мовознавство за дев'яносто років (1918—2008) // Мовознавство. — 2008. — № 4/5. — С. 3–17.
- Юрій Шевельов — майстер наукового стилю // Українська мова. — 2010. — № 4. — С. 3–21.
- З досвіду етимологізації запозичених суфіксів у словнику // Академік Олександр Савич Мельничук і сучасне мовознавство. — К.: Вид. дім Д. Бураго, 2012. — С. 113–121.
- Науковець і його мова // Українська мова. — 2012. — № 4. — С. 18–28.
- Типи багатослів'я в наукових текстах // Українська мова. — 2013. — № 4. — С. 22–44.
- Іменниковість versus дієслівність: у пошуках золотої середини // Мовознавство. — 2014. — № 4. — С. 36–55.
- Народжується текст… (З досвіду відомих авторів) // Мовознавство. — 2015. — № 1. — С. 47–66.
- Роль композиції у створенні та сприйнятті наукового твору // Мовознавство. — 2015. — № 2. — С. 54–63.
- З історії пуризму в англійській літературній мові. I–III // Мовознавство. — 2017. — № 5. — С. 3–18; 2017. — № 6. — С. 30–43; 2018. — № 1. — С. 15–23.
- Про джерела і найдавніші етапи німецького пуризму // Мовознавство. — 2018. — № 5. — С. 10‒31.
- Німецький пуризм і німецька філософія: 400 років разом // Мовознавство. — 2019. — № 4. — С. 13‒34.
- Нездійснені мовні прогнози: уроки дає історія // Мовознавство. — 2020. — № 4. — С. 3–23.
- Міжмовна конкуренція та функційна неповнота мов // Мовознавство. — 2021. — № 2. — С. 3‒18.
- Міжнародні та світові мови: критерії, рейтинги, прогнози // Мовознавство. — 2021. — № 5. — С. 17–33.
- Англійська мова та її майбутнє: три сценарії // Мовознавство. — 2022. — № 3. — С. 3–14.
- Глобалізація і проблеми збереження мовного розмаїття // Мовознавство. — 2022. — № 4. — С. 3–21.
- Українська мова: перспективи майбутнього чи майбутнє без перспектив? 1 // Мовознавство. — 2023. — № 1. — С. 3–13.
- Українська мова: перспективи майбутнього чи майбутнє без перспектив? 2 // Мовознавство. — 2023. — № 2. — С. 3–17.
- Лексичне нормування та культуромовні рекомендації очима етимолога (зауваги, роздуми, оцінки) // Мовознавство. — 2024. — № 4. — С. 3–24 .

#### Науково-популярні статті
- Науковий жаргон — бар'єр між автором і читачем // Вісник Національної академії наук України. — 2004. — № 6. — С. 41–51.
- Homo sapiens: як він відображений в українській мові // Вісник Національної академії наук України. — 2005. — № 8. — С. 36–42.
- З грошима й у пеклі не пропадеш // Дивослово. — 2006. — № 2. — С. 47–49.
- Заговори, щоб я тебе побачив, або Мова науки очима лінгвіста // Дзеркало тижня (26 вересня 2008)

#### Науково-методичні статті
- Семантична мотивація лексики як засіб активізувати учнівську цікавість // Дивослово. — 2005. — № 9. — С. 50–52.
- Як українці говорять про свої думки та емоції // Українська мова та література. — 2005. — № 33. — С. 7–10.
- Чужого навчаємося, а свого цураємося… // Дивослово. — 2008. — № 7. — С. 36–40.
- Педагогіка Олександра Потебні і проблеми сучасного наукового стилю // Дивослово. — 2010. — № 8. — С. 36–40.

#### Рецензії
- Від коренів слів до кореня істини // Historians (9 липня 2012)
- Обережно — новомова! (Про нову книжку Лариси Масенко) // ЛітАкцент (31 січня 2018).